# Mehlville, Missouri
Mehlville, Missouri (енгл. Mehlville) насељено је место без административног статуса у америчкој савезној држави Мисури.

## Демографија
По попису из 2010. године број становника је 28.380, што је 442 (-1,5%) становника мање него 2000. године.
| Група             | 2000.          | 2010.          |
| Белци             | 27.056 (93,9%) | 25.674 (90,5%) |
| Афроамериканци    | 505 (1,8%)     | 856 (3,0%)     |
| Азијати           | 510 (1,8%)     | 587 (2,1%)     |
| Хиспаноамериканци | 417 (1,4%)     | 825 (2,9%)     |
| Укупно            | 28.822         | 28.380         |